# Мухаммад III аль-Махлу
Абу Абдаллах Мухаммад III ібн Мухаммад аль-Махлу (араб. أبو عبد الله محمد بن محمد المخلوع; нар. 15 серпня 1257 — 21 січня 1314) — 3-й емір Гранадського емірату в 1302—1309 роках. Прізвисько аль-Махлу перекладається як «Повалений».

## Життєпис

### Панування
Походив з династії Насрідів. Син Мухаммада II, еміра Гранади, та його стриєчної сестри. Народився 1257 року в Гранаді. Здобув ґрунтовну та всебічну освіту: знав не лише Коран, а також античні твори, володів латиною та давньогрецькою мовою, захоплювався інженерною та архітектурною справою. Через пристрасть Мухаммад читати книги до темряви став погіршувати його зір.
1302 році після смерті батька успадкував трон. Разом з тим його підозрювали в отруєнні Мухаммада II. Він підтвердив угоду з Арагоном, спрямований проти Кастилії. Також продовжив підтримку претендента на кастильський трон — Альфонсо де ла Серди. Було захоплено фортецю Бедмар з навколишніми замками (неподалік від Хаєну). Також поновив союз з Марокко, відправивши війська на допомогу тамтешньому султанові, що вів війну з Заянідами з Тлемсену.
Продовжив розбудову Альгамбри, особливо керував архітектурними проєктами. Мухаммед III наказав побудувати велику мечеть аль-Масджид аль-А'ам Альгамбри, емірський палац і фортечний комплекс Насрідів. Емір надав мечеті безстроковий дохід (вакф) від орендної плати громадської лазні, яку він збудував неподалік.
1303 року поновив союз з Арагоном. Того ж року він стикнувся з заколотом свого родича Абу аль-Хаджаджа ібн Насра, валі (намісник) Гуадікса. Проте Мухаммад III швидко придушив заколот. Невдовзі уклав мирну угоду з Кастилією на 3 роки, за якою Гранадський емірат отримав міста Бедмар, Алкаудетте та Кесаду. Натомість Кастилія зберігала важливий порт Таріфа, Мухаммад III знову визнав зверхність кастильського короля. Разом з тим емір стикнувся з невдоволенням газі, які бажали війни з християнами, оскільки це давало їм здобич. Тому Мухаммад III звільнив 6 тис. вояків-газі. Також Арагон розпочав перемовини з Марокко щодо спільних дій проти Гранади і Кастилії. В цей час все більшу вагу став набирати Абу Абдалла ібн аль-Хакім аль-Рунді, що належав до гілки Аббадитів.
1304 року збурив рід Аль-Азафі підняти повстання в Сеуті, внаслідок чого Марокко втратило владу над цим містом. 1306 року, скориставшись новою війною Марокко з державою Заянідів, війська Мухаммада III захопили Сеуту. Також гранадський емір підтримав повстання Осман ібн Абі аль-Ула, представника панівної в Марокко династії Марінідів. Той захопив область в гірській частині. 1307 року марокканський султан Абу Табіт Амір відвоював у гранадських військ міста Кесар ес-Сегір та Арсілу, перемігши Абі аль-Улу, в якого захопив Танжер. Сеута опинилася в облозі, але через смерть султана війна припинилася. Мухаммад III 1308 року уклав мирну угоду з новим султаном Абу аль-Рабі Сулейманом, новим султаном Марокко, за якою Мухаммад III зберіг владу над містами Альхесірас, Гібралтар і Сеута.
Втім встановлення контролю Гранади над Гібралтарською протокою призвело вже 1308 року до укладання між Кастилією і Арагоном антигранадської угоди. При цьому Арагон отримував 1/6 частину, решту — Кастилія. Невдовзі до угоди приєднався султан Марокко, який повинен був отримати володіння Гранадського емірату в Африці. У березні 1309 року папа римський Климент V надав кошти Кастилії і Арагону для початку військової кампанії проти Гранади. Вже наприкінці березня почалися збройні сутички. В Альмерії було арештовано каталонських купців. Втім загроза війни з потужними сусідами призвела до загального невдоволення. В результаті 14 березня 1309 року відбувся палацовий заколот, внаслідок чого Мухаммада III було повалено, а його візира Ібн аль-Хакіма страчено. Влада перейшла до зведеного брата — Насра.

### Останні роки
Спочатку він мешкав у Алькасар-Генілі, неподалік від столиці. Невдовзі його перевезли до Альмуньєкару. 1310 року під час хвороби Насра сановники вирішили повернути Мухаммада на трон і привезли до Гранади. Проте емір видужав і Мухаммада було ув'язнено в Альгамбрі. 1314 року під час чергового заколоту проти еміра Насра останній наказав стратити Мухаммада.

## Творчість
Був поетом-аматором, складав численні вірші, переважно касиди.